# Ottoplatz (Köln)

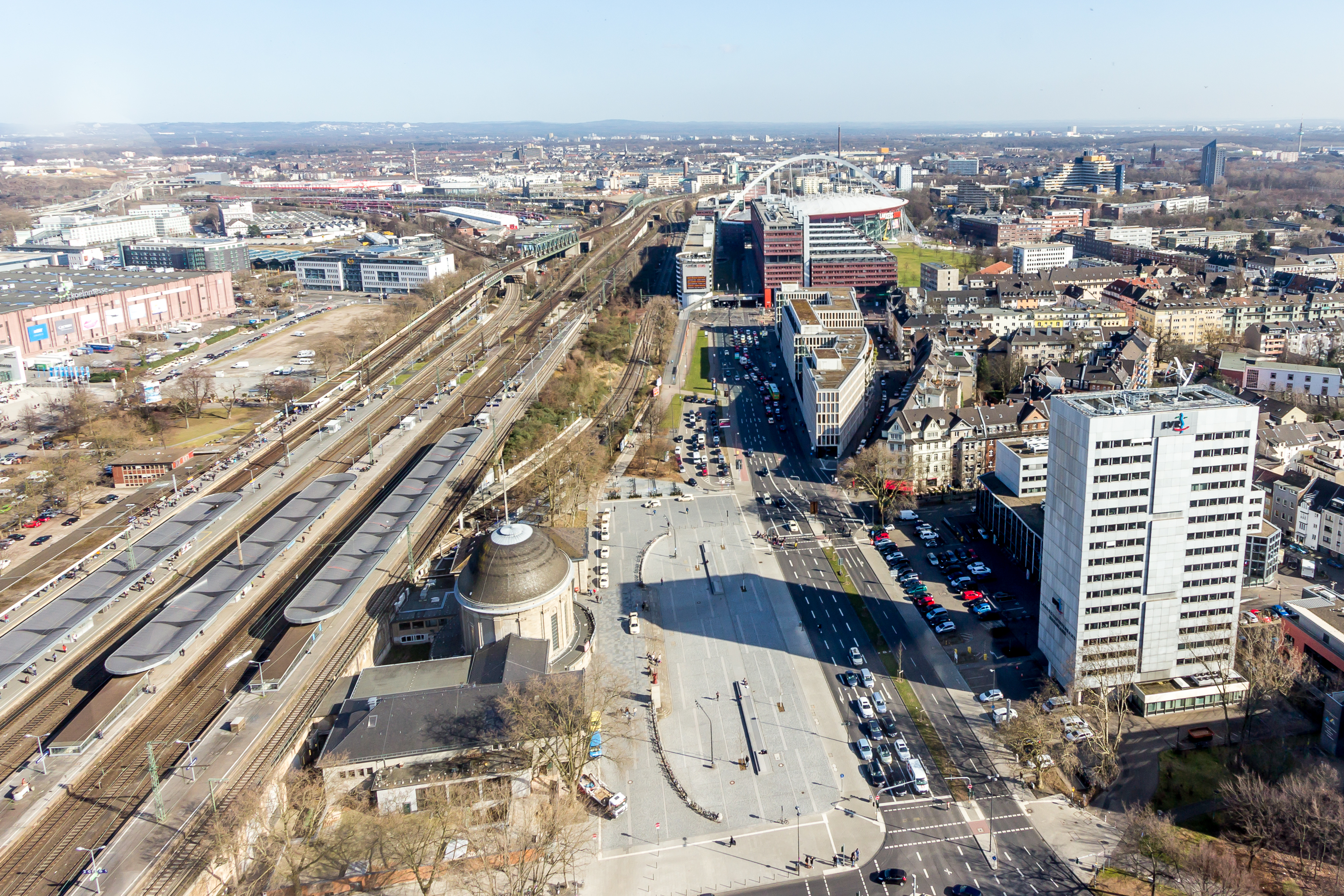
Ottoplatz. Links: Bahnhof Köln Messe/Deutz, rechts LVR-Hochhaus, Stand 2015 nach dem Umbau.

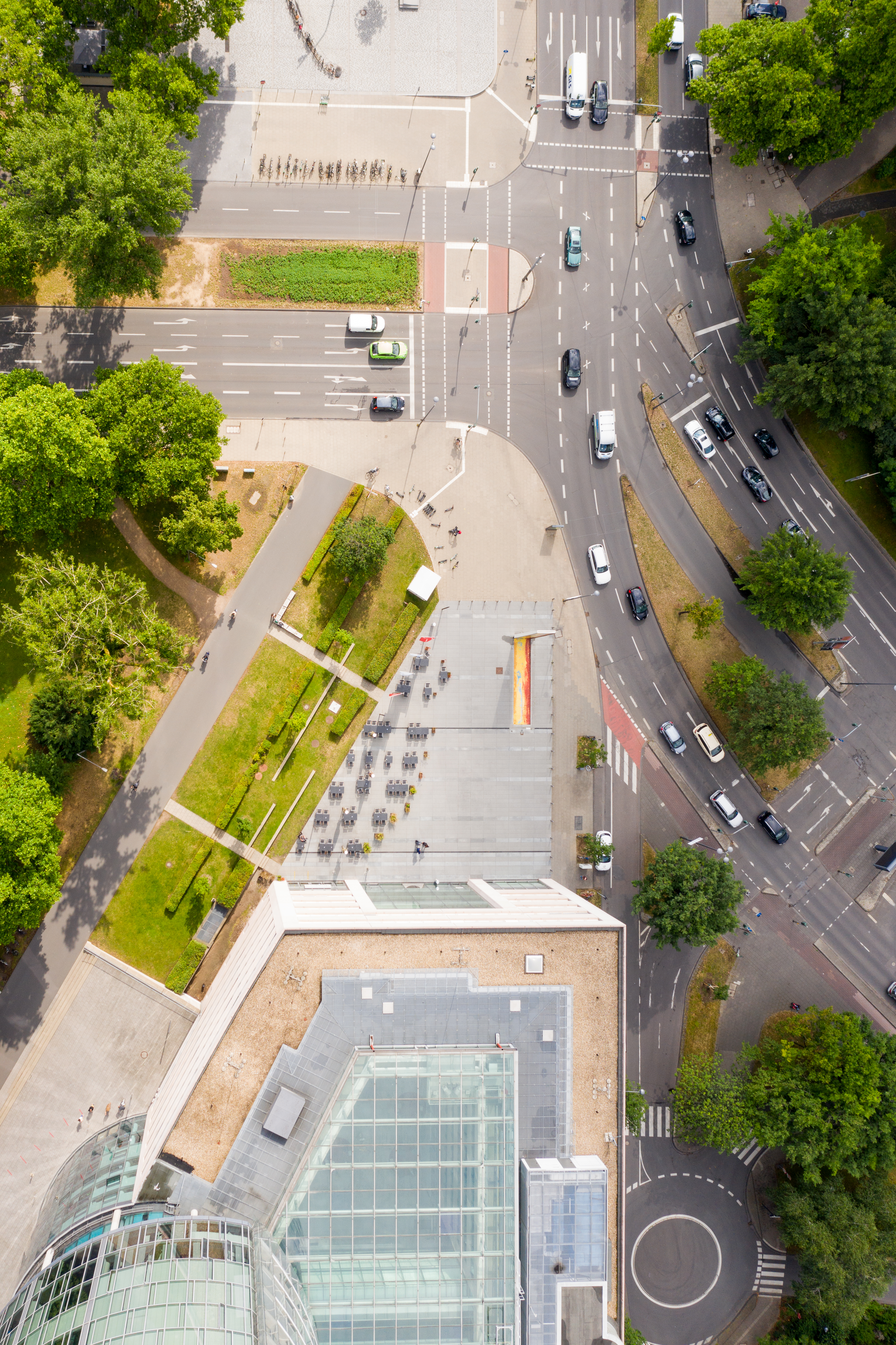
Luftaufnahme westlicher Teil Ottoplatz, Stand 2020.

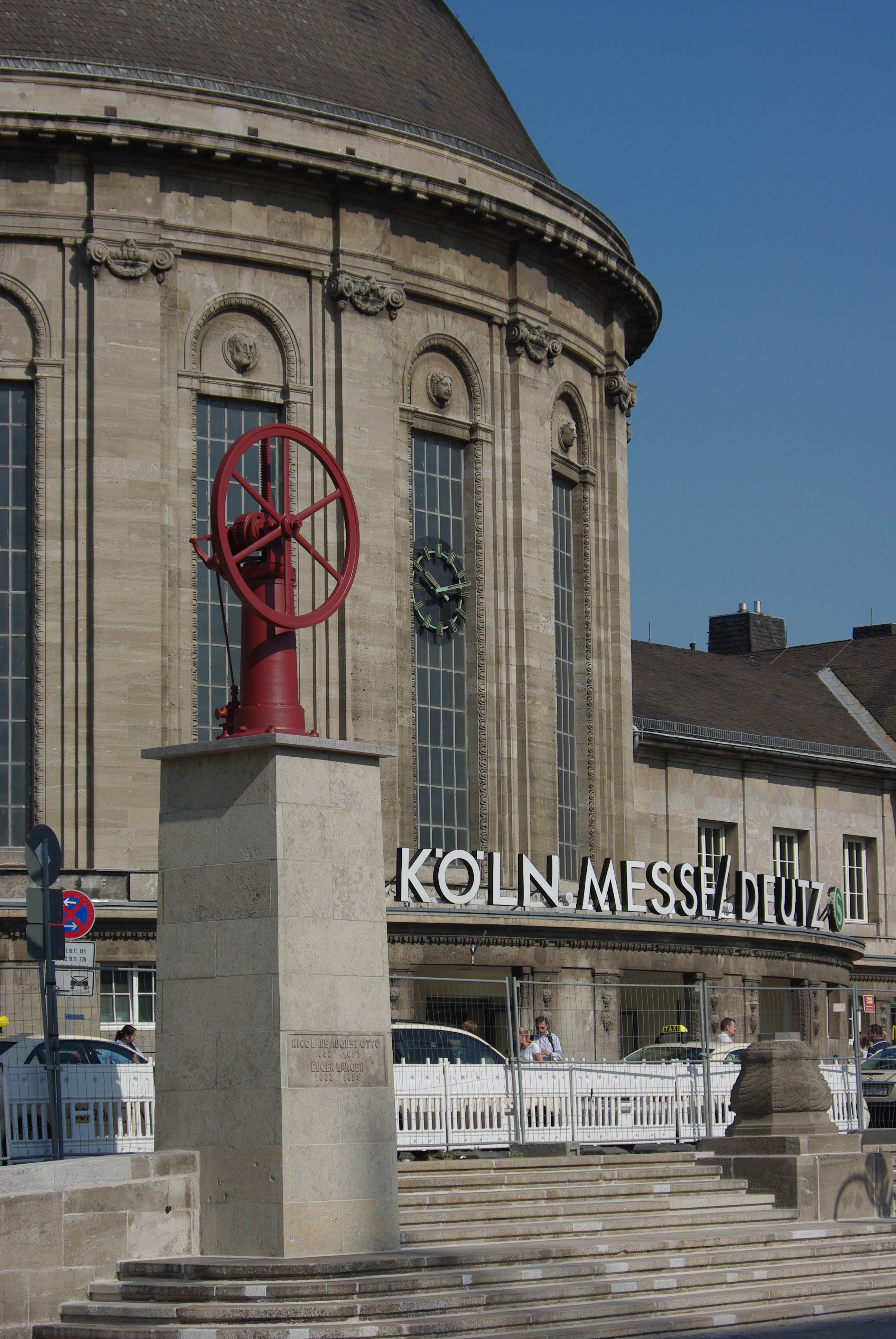
Namensgebendes Denkmal mit Ottomotor, Stand 2011 vor dem Umbau.

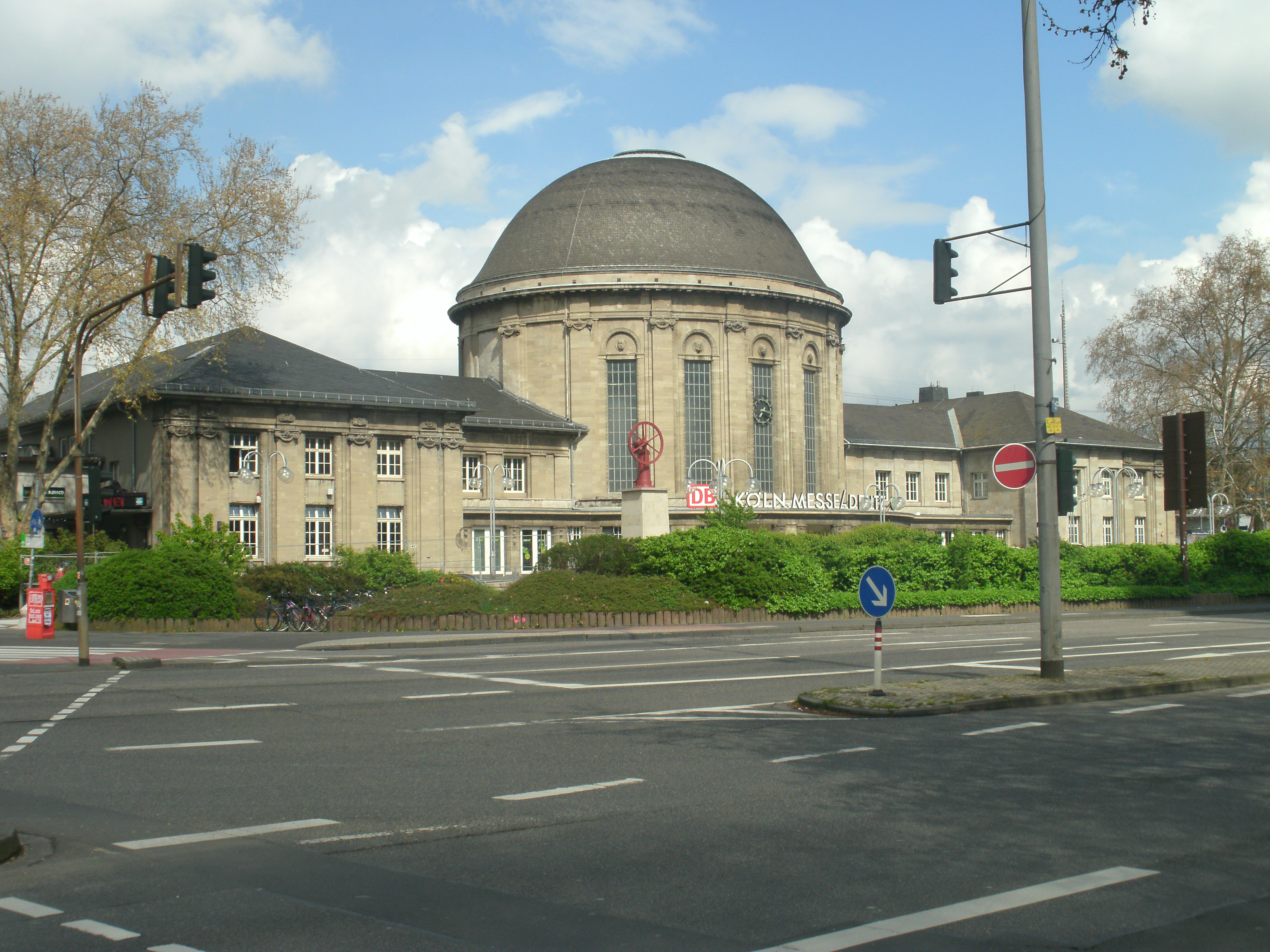
Stand 2012 vor dem Umbau.

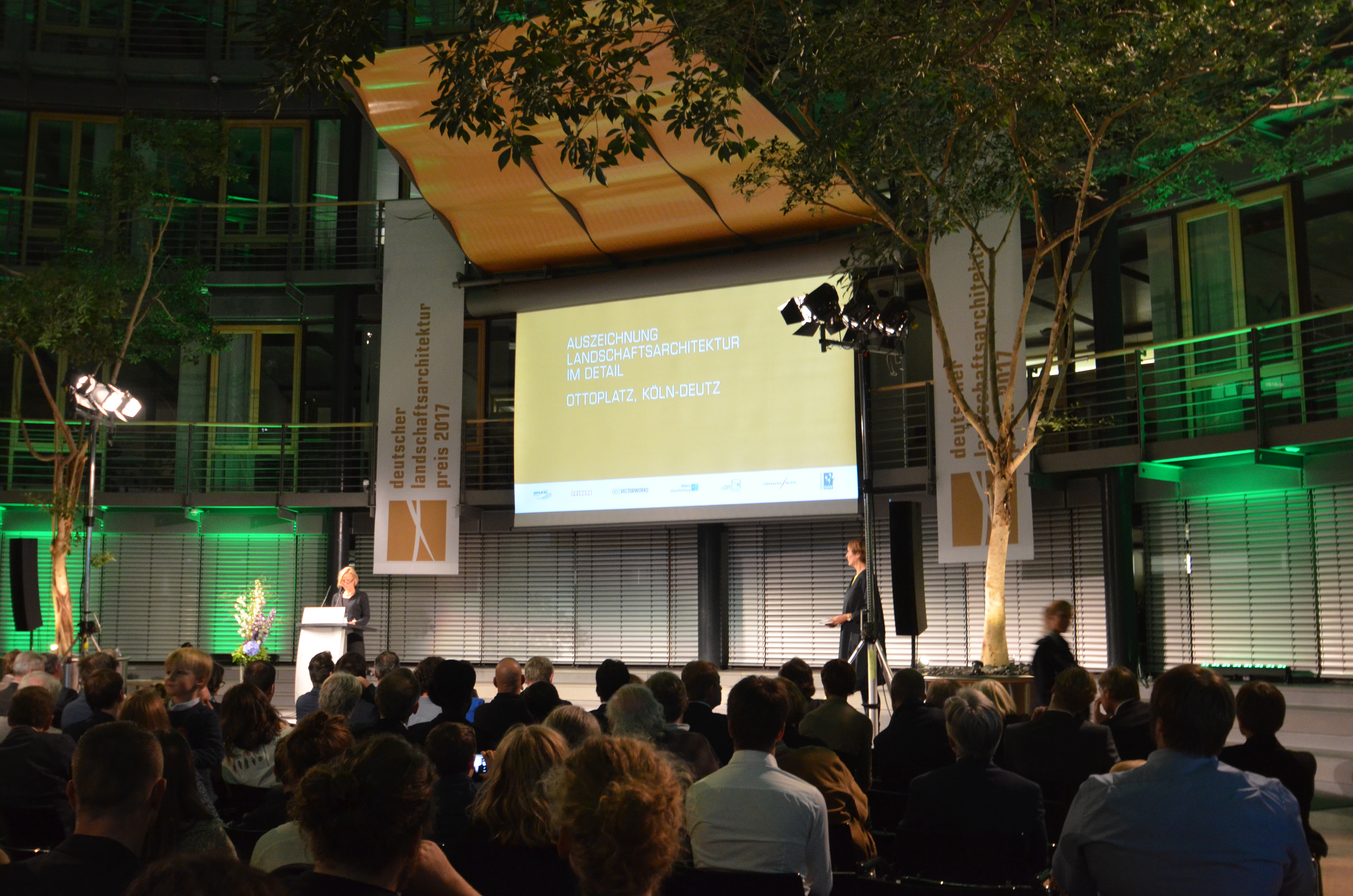
Preisverleihung 2017.

Der Ottoplatz befindet sich im Kölner Stadtteil Deutz an der Opladener Straße / Ecke Auenweg. Er ist der Bahnhofsvorplatz des Bahnhofs Köln Messe/Deutz, der die Adresse Ottoplatz 7 hat.
Auf dem Ottoplatz befindet sich ein Denkmal zu Ehren von Nikolaus Otto und Eugen Langen.
Über das Förderprogramm Regionale 2010 wurde der Platz als Maßnahme aufgenommen. Für 1,9 Mio. Euro wurde der Platz von 2012 bis 2014 umgebaut. 2017 wurde dies ausgezeichnet mit dem Deutschen Landschaftsarchitektur-Preis in der Kategorie Landschaftsarchitektur im Detail. Natursteine in unterschiedlicher Farbigkeit vermitteln zwischen den Bestand von 1913 und dem neuen Pflaster. In den Boden eingelassene Plattenbänder in Längsrichtung geben dem Platz eine Richtung. Diese Wirkung wird verstärkt durch Baumsetzungen und zwei lange Bänke aus hochwertigen Betonfertigteilen, die gleichzeitig die fehlenden räumlichen Kanten ergänzen und zwischen den unterschiedlichen Gebäudehöhen vermitteln.
Mit dem Umbau wurde der Platz in seiner Nutzfläche für Großveranstaltungen deutlich vergrößert.
Die Fläche des Ottoplatzes wird durch vier Straßen zerschnitten: Neben der primären Fläche vor dem Bahnhof erstreckt sich der westliche Teil vor der Kölntriangle (Ottoplatz 1) und der südliche Teil vor dem LVR-Haus (Ottoplatz 2, gebaut 1966, derzeit in Rückbau). Der geplante Neubau des LVR-Hauses vom Landschaftsverband Rheinland wird den Platzcharakter wieder betonen. Von einer danebenstehenden Platane aus ist der Kölner Dom ersehbar. Anschließend setzt sich der Ottoplatz mit einer Außengastronomie fort hinter dem historischen Hotel-Restaurantgebäude Heidelberger Fass mit seinem markanten Eckeingang. In südöstlicher Richtung wird der Ottoplatz von den Constantin Höfen (Ottoplatz 6, gebaut 2006, JSWD Architekten) eingerahmt. In östlicher Richtung besteht eine Freifläche, die als Parkplatz benutzt wird und eine Sichtbeziehung zum nahegelegenen Stadthaus und zur Lanxess Arena erlaubt.